# سام ووكر
سام ووكر (بالإنجليزية: Sam Walker)‏ (2 أكتوبر 1991 المملكة المتحدة - ) هو لاعب كرة قدم بريطاني يلعب كحارس مرمى.

## روابط خارجية
- سام ووكر على موقع قاعدة بيانات كرة القدم.إي يو (الإنجليزية)
- سام ووكر على موقع Soccerbase.com (لاعب) (الإنجليزية)